# Bryum klotzschii
Bryum klotzschii là một loài rêu trong họ Bryaceae. Loài này được Schwägr. Mitt. mô tả khoa học đầu tiên năm 1869.